# Amtsgericht Gotenhafen

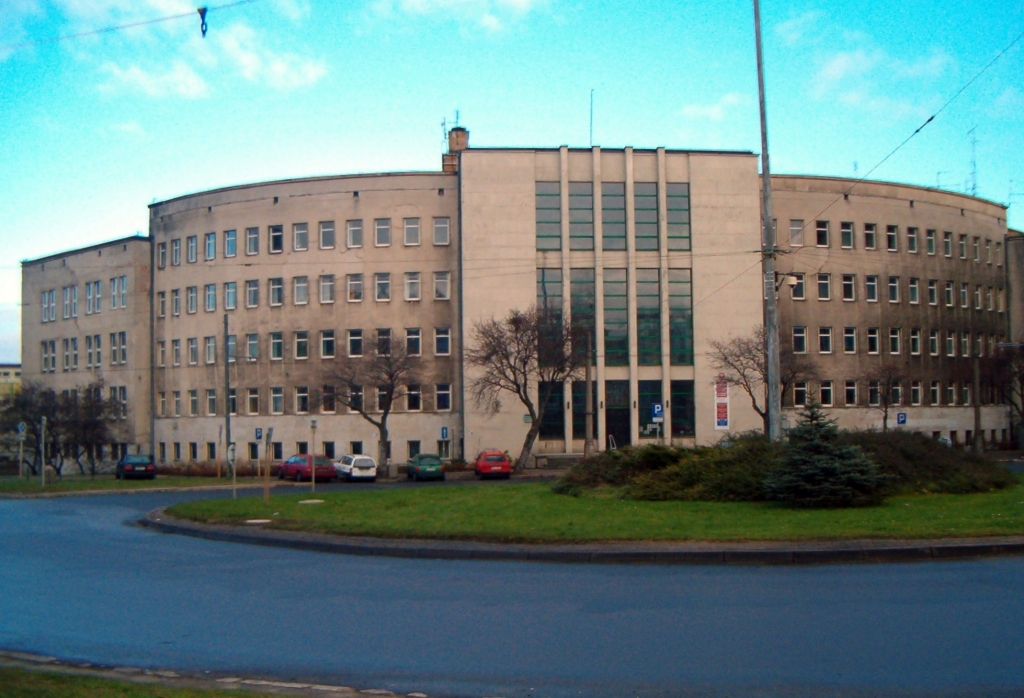
Ehem. Amtsgerichtsgebäude (2007)

Das Amtsgericht Gotenhafen war ein preußisches Amtsgericht mit Sitz in Gdingen (damals amtlich: Gotenhafen).

## Geschichte
Im Rahmen der Reichsjustizgesetze wurden 1879 reichsweit einheitlich Amtsgerichte gebildet. Gdingen selbst war ein kleines Dorf, hier wurde kein Amtsgericht gebildet. Das zuständige Amtsgericht war das Amtsgericht Neustadt (Westpr). Gdingen kam aufgrund des Versailler Vertrages 1919 zu Polen. Dort wurde ein neuer Hafen errichtet, und das bisherige kleine Seebad wuchs in wenigen Jahren zu einer Großstadt. Entsprechend wurde dort ein polnisches Kreisgericht errichtet. Im Jahre 1939 wurde Polen deutsch besetzt. Im Rahmen der Neuorganisation der Gerichte in Ostdeutschland und im ehemaligen Polen wurden das Amtsgericht Gotenhafen neu gebildet und dem Landgericht Danzig zugeordnet.
Im Jahre 1945 wurde der Amtsgerichtsbezirk unter polnische Verwaltung gestellt, und die deutschen Einwohner wurden vertrieben. Damit endete auch die kurze Geschichte des Amtsgerichtes Gotenhafen. Unter polnischer Verwaltung entstand das Sąd Rejonowy w Gdyni (1950–1975: Sąd Powiatowy w Gdyni).

## Amtsgerichtsgebäude
Das Amtsgerichtsgebäude (pl. Konstytucji 5 / Wójta Radtkego 44) wurde 1936 erbaut. Es steht seit dem 29. September 1988 unter Denkmalschutz.